# Слободанка Данка Савић
Слободанка Данка Савић (Свилајнац, 20. јун 1914 — Јајинци, код Београда, 7. јун 1943) била је учесница Народноослободилачке борбе.

## Биографија
Рођена је 20. јуна 1914. године у Свилајнцу. Њени родитељи Петар и Ана Савић, имали су још четворо деце — три сина Павла, Љубишу и Слободана и ћерку Веру. Школовала се у Београду, студирала је на Правном факултету, али је касније напустила студије и радила као банкарска службеница у Народној банци Краљевине Југославије. Преко свог најстаријег брата Павла, прикључила се омладинском револуционарном покрету и непосредно пред Други светски рат, постала је члан Комунистичке партије Југославије (КПЈ). Деловала је у Савезу банкарских, осигуравајућих, трговачких и индустријских чиновника (СБОТИЧ).
После окупације Југославије, 1941. године, заједно са читавом својом породицом укључила се у Народноослободилачки покрет (НОП) у окупираном Београду. Као веома поверљива, била је одређена за курира Покрајинског комитета КПЈ за Србију и често је путовала у Пожаревац и Зајечар, одржавајући везу са тамошњим партијским организацијама. Почетком 1942. године, у њеној породичној кућу у близини Цветкове пијаце, заједно са мајком је направила илегално склониште, које је коришћено за потребе технике ПК КПЈ за Србију. Склониште се налазило у подруму и у њега су унета два гештетнера, на којима је штампан материјал. Овом техником је руководио Светислав Каначки, бивши шпански борац, а као техничари су радили Славка Морић и Данка Савић.
У овом склоништу је августа 1942. године одштампан први број листа „Глас”, органа Народног фронта Србије у тиражу од 700 примерака, а ту је одштампан и „Проглас народу среза грочанског“. Штампање је вршено ноћу, а материјал за штампу су добијали од Бране Перовић. Одштампани материјал је изношен на разне начине — у кутијама од конзерви, у порцијама, кантама са дуплим дном и слично. Поред штампарије, у склоништу се налазила и велика количина партијског материјала, као и одеће која је била сакупљана за симпатизере, који су се припремали за одлазак у партизане. Такође, на Данкину адресу су често долазили партијски курири из унутрашњости.
Агенти Специјалне полиције су приметили повећану активност испред Данкине куће и одлучили се на претрес. У ноћи између 26. и 27. септембра 1942. године, кућу у којој су се налазиле Данка и Славка Морић, опколило је 20 агената. Пре него што је Данкина мајка отворила врата агентима, а потом их и краће време задржала, Данка је успела да у склониште сакрије Славку и део материјала, као и да један део материјала уништи. Приликом претреса, агенти нису успели да открију илегално склониште, али су ипак пронашли део материјала и ухапсили су Данку.
У затвору Специјалне полиције, у Ђушиној улици, Данка је приликом саслушања била страховито мучена, али ништа није признала. Чланови партијске технике, били су сигурни у Данку, да никога неће одати и после одређеног времена су из илегалног склоништа у њеној кући, изнели два гештетнера, која су тада привремено пренета у стан Марка Анафа. После страховотих мучњења, Данка је 30. децембра 1942. године пребачена у логор на Бањицу, као кривац прве категорије. Стрељана је 7. јуна 1943. године на стрелишту у Јајинцима, код Београда. Тог дана стрељана је велика група од око 300 заточеника Бањичког логора, међу којима су биле и логорашице — Леонтина Краус, Деса Лежајић, Надежда Нада Јанковић и други.
Данкин најстарији брат Павле и његова супруга Бранка, били су учесници Народноослободилачког рата од 1941. године. Као веома поверљиви, били су одређени да раде као шифранти у одељењу за везу Врховног штаба НОВ и ПОЈ, а Павле је касније био један од потпредседника АВНОЈ-а. После рата је био руководилац нуклеарног института у Винчи и председник Српска академије наука и уметности (САНУ).
Указом Председништва АВНОЈ-а постхумно је 6. јула 1945. одликована Орденом заслуга за народ другог реда. Цветкова улица, на Звездари, у којој се налазила Даника породична кућа, после рата је пременована у Улицу Слободанке Данке Савић.